# Poguetry in Motion
Poguetry in Motion es un EP de The Pogues lanzado en 1986. En la reedición de 2004 del álbum Rum, Sodomy, and the Lash aparecen sus 4 canciones como bonus tracks.

## Canciones
1. "London Girl" (Shane MacGowan)
2. "Rainy Night in Soho" (Shane MacGowan)
3. "The Body of an American" (Shane MacGowan)
4. "Planxty Noel Hill" (Jem Finer / Country / Gem)

- Datos: Q770759